# Cera de carnaúba
A cera de carnaúba é uma cera das folhas da palmeira Copernicia prunifera, uma planta nativa do Brasil, que cresce somente nos estados  do Ceará, Piauí, e Rio Grande do Norte. 

## Produção
Geralmente a cera é extraída na forma de flocos duros amarronzados a partir de um pó obtido das folhas da carnaúba em um processo que envolve batê-las para liberar a cera, seguido do seu refinamento.
O beneficiamento do pó da palha de carnaúba para produção de cera pode ocorrer de forma artesanal ou industrial. O beneficiamento artesanal consiste na mistura do pó à água numa caldeira, para ser cozido e, deste, ser extraída parte da cera. A cera produzida artesanalmente é denominada de cera de origem e classificada em três tipos: amarela ou cera olho, arenosa e gorda, de cor verde-acinzentada, e a cera gorda, de cor negro-esverdeada.
O processo industrial pode ser realizada de três formas: a) a partir do refino da cera bruta, obtida em processo artesanal; b) a partir do refino do pó e do c) processamento da borra da cera de carnaúba originária do processamento artesanal e industrial. São necessárias duas etapas para a transformação do pó em cera: destilação e refinação.
Grande parte da produção da cera de carnaúba é exportada para Japão, Alemanha e Estados Unidos. A cera obtida da Candelilla (Euphorbia antisyphilitica), produzida no México é sua principal concorrente no mercado internacional.

## Propriedades

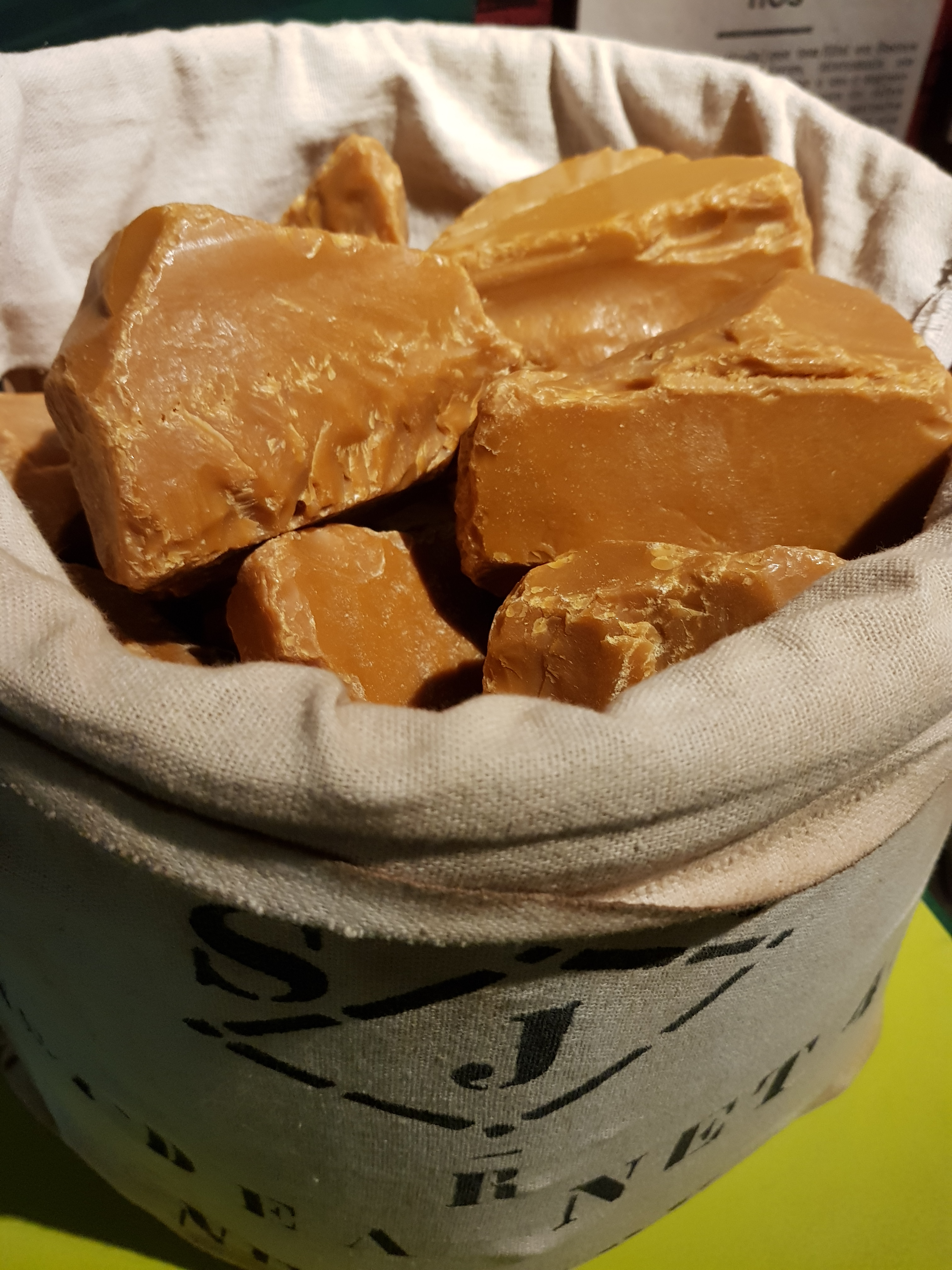
Cera de carnaúba em exposição no Museu da Indústria, em Fortaleza

Também não é facilmente solúvel. A água não pode romper uma camada de cera de carnaúba, apenas outros solventes o podem, geralmente em combinação com calor. Isso significa que o material possui alta durabilidade, tornando inclusive uma superfície um tanto quanto resistente à água. Muitos surfistas, por exemplo, usam cera para suas pranchas que contém carnaúba. Também é usada como cobertura de pratos de papel, fio dental e uma alternativa para gelatina vegetariana. Na indústria farmacêutica, aparece como cobertura de tabletes e aparece em um grande número de embalagens de alimentos. Ao contrário de muitas outras ceras, o acabamento com cera de carnaúba não se desfaz com o tempo, apenas fica opaco. Apesar de a cera de carnaúba ter sido substituída em grande parte por sintéticos, ainda é um produto muito usado em muitas partes do mundo.

## Aplicações
É o produto mais conhecido obtido a partir da carnaúba, possuindo diversas aplicações. Tem um ponto de fusão muito maior que outras ceras (78 graus Celsius), além de ser extremamente dura. Isso faz com que seja ideal para criar coberturas extremamente fortes para pisos, automóveis, entre outros. Adicionalmente, a cera de carnaúba aparece em doces, polimentos, vernizes, produtos cosméticos e em muitos outros lugares. A cera de carnaúba é largamente utilizada pela indústria, apesar de pouco conhecida dos consumidores. Utiliza-se cera de carnaúba na fabricação de ceras para pisos, ceras automotivas, tintas, vernizes, produtos para marcenaria, e no processo de fabricação de medicamentos e alimentos. Na agricultura, é usada para aumentar o tempo de conservação e reduzir o desperdício de frutas frescas. Além disso, pode ser usada na produção de cerâmicas.
É utilizada também na conservação de frutas, ela é dissolvida com água e outros ingredientes e aplicada sobre as frutas, formando uma película protetora que impede a ação oxidante do oxigênio e evita a perda de líquido com a evaporação. Estudos demonstram que a aplicação dessa proteção em tomates, mangas, e tantas outras frutas podem prolongar o seu viço quase o dobro do tempo de uma fruta que não recebeu essa aplicação.